# Тамм, Игорь Евгеньевич
И́горь Евге́ньевич Тамм (26 июня (8 июля) 1895 года, Владивосток — 12 апреля 1971, Москва) — советский физик-теоретик, нобелевский лауреат (1958), академик АН СССР (1953, членкор 1933) и Леопольдины (1964). Герой Социалистического Труда (1954). Лауреат двух Сталинских премий первой степени (1946, 1953) и Большой золотой медали имени М. В. Ломоносова АН СССР (1967).

## Биография
Родился 26 июня (8 июля) 1895 года во Владивостоке в семье инженера Евгения Фёдоровича Тамма и Ольги Михайловны Давыдовой. Согласно российским источникам, Тамм имел немецкое дворянское происхождение по отцовской линии через деда Теодора Тамма, эмигрировавшего из Тюрингии. Хотя его фамилия довольно распространена в Эстонии, другие источники утверждают, что он был евреем или имел еврейское происхождение.
В 1898 году с семьёй родителей переехал в Елисаветград, где отец много лет проработал «городским инженером»: руководил водоснабжением и строительством городской электростанции.
В 1901 году родился младший брат Леонид, ставший впоследствии заместителем главного инженера Главного управления азотной промышленности Наркомата тяжёлой промышленности СССР (был расстрелян 28 мая 1937 года по ложному обвинению в участии в контрреволюционной троцкистско-зиновьевской террористической организации).
После окончания гимназии в Елисаветграде Игорь Тамм учился в университете Эдинбурга. Перед началом Первой мировой войны перевёлся на физико-математический факультет Московского университета, который и окончил в 1918 году с дипломом по физике.
Уходил добровольцем на фронт в качестве «брата милосердия». После кратковременного увлечения политикой (меньшевик-интернационалист, депутат 1-го Съезда Советов от Елисаветграда) начинает академическую карьеру. Преподаёт в различных высших учебных заведениях: Таврическом университете (Симферополь) (1919—1920 годы), с 1920 года сотрудничает с Л. И. Мандельштамом, работает в Одесском политехническом институте (с 1993 года — Одесский национальный политехнический университет) (1921—1922), где Л. И. Мандельштам заведовал кафедрой.
С 1922 года (с двумя краткими перерывами) и до конца карьеры деятельность Тамма протекала в Москве. В течение многих лет он руководил кафедрой теоретической физики физфака МГУ, где стал доцентом и профессором. Эта кафедра была одной из ключевых кафедр факультета, так как на этой кафедре преподавались общие курсы: теоретической механики, электродинамики, квантовой механики, статистической физики.
С 1934 года дополнительно работал в ФИАН имени П. Н. Лебедева, основывал и возглавил там теоретический отдел.
1 февраля 1933 года Тамм был избран членом-корреспондентом АН СССР по отделению математических и естественных наук. Этот стремительный взлёт карьеры прекратился в 1939 году, после того как были арестован и расстрелян его брат, близкий друг Б. М. Гессен, а также репрессирован его ученик С. П. Шубин. Началось давление со стороны руководства ФИАНа, и. о. заведующего кафедрой был избран В. С. Фурсов.
В 1943 году был кандидатом на должность заведующего кафедрой теоретической физики физфака МГУ. Его оппонентом был А. А. Власов, которого поддерживали декан А. С. Предводителев и Учёный совет факультета. В результате Тамм проиграл Власову (5 голосов против 24), но эти результаты были оспорены научным сообществом в виде письма 14 академиков. На должность заведующего кафедрой партийным руководством был назначен В. А. Фок.
В 1946—1949 годах — первый заведующий кафедрой теоретической ядерной физики МИФИ. В 1946 году Тамм получил Сталинскую премию. В этом же году Тамм был привлечён совместно c А. Д. Сахаровым к проекту создания первой советской атомной бомбы, участвовал в теоретических исследованиях ударной волны большой интенсивности.
Первая советская атомная бомба была испытана на Семипалатинском полигоне в Казахстане 29 августа 1949 года.
В 1949 году Игорь Евгеньевич возвращается в МГУ имени М. В. Ломоносова на кафедру квантовой теории и электродинамики (часть кафедры теоретической физики после разделения оной).
По предложению И. В. Курчатова Тамм в 1948 году организовал группу для изучения вопроса о возможности создания термоядерного оружия. В 1950 году Тамм с группой сотрудников ФИАН был переведён в КБ-11 в Арзамас-16 (Саров), где стал начальником отдела, в мае 1952 года — начальником сектора. Группа Тамма, в которую входили А. Д. Сахаров и В. Л. Гинзбург, разработала ряд принципов, позволивших создать первую термоядерную бомбу, успешно испытанную 12 августа 1953 года.
23 октября 1953 года Тамм стал академиком АН СССР по отделению физико-математических наук, получил ещё одну Сталинскую премию. Секретным указом Президиума Верховного Совета СССР от 4 января 1954 года Тамму было присвоено звание Героя Социалистического Труда с вручением ордена Ленина и золотой медали «Серп и Молот».
В начале 1954 года Тамм вернулся в Москву и вновь приступил к работе в ФИАН. В этом институте он работал до конца жизни.
В 1955 году подписал «Письмо трёхсот». В 1960-х годах И. Е. Тамм был активным участником Пагуошского движения учёных. В 1966 году подписал письмо 25 деятелей культуры и науки генеральному секретарю ЦК КПСС Л. И. Брежневу против реабилитации Сталина.
И. Е. Тамм скончался 12 апреля 1971 года от болезни Шарко, которая привела к параличу дыхательных мышц. Похоронен в Москве на Новодевичьем кладбище (участок № 7).

## Научная деятельность
Основные направления научного творчества Тамма относятся к квантовой механике, физике твёрдого тела, теории излучения, ядерной физике, физике элементарных частиц, а также к решению ряда прикладных задач.
В 1932 году опубликовал работу, в которой теоретически предсказал существование поверхностных состояний на поверхности твёрдого тела (этот вид поверхностных состояний сейчас известен как состояния Тамма).
Совместно с И. М. Франком в 1937 году описал движение частиц в среде со скоростью, превышающей скорость света в этой среде. Эта работа объяснила ранее полученные экспериментальные данные (эффект Вавилова — Черенкова), за что в 1958 году Черенков, Франк и Тамм получили Нобелевскую премию по физике. В 1945 году разработал метод решения задач квантовой теории поля, получивший название метода Тамма — Данкова.
Совместно с А. Д. Сахаровым разработал принципы удержания плазмы в токамаке.
Среди его учеников — С. П. Шубин, Е. Л. Фейнберг, В. Л. Гинзбург, Л. В. Келдыш, Д. И. Блохинцев, М. А. Марков, А. Д. Сахаров, В. Г. Кадышевский, С. А. Альтшулер, Д. А. Киржниц, А. А. Власов.

## Семья и увлечения
Дочь Ирина (1921-2009), физикохимик, специалист по взрывам. Внук Леонид Верещинский (Бабайлов), археолог, хранитель наследия деда.
Сын Евгений Тамм (1926—2008), альпинист, мастер спорта СССР, заслуженный тренер СССР, руководитель первой советской гималайской экспедиции (Эверест, 1982), доктор физико-математических наук (физика высоких энергий). внучка Марина Тамм преподаватель неорганической химии на химическом факультете МГУ имени М. В. Ломоносова.
Главным увлечением И. Е. Тамма после физики был альпинизм, которым он начал заниматься в 1926 году. Мастер спорта СССР[уточнить], ходил в горы до семидесятилетнего возраста.

## Звания и награды
- Герой Социалистического Труда (04.01.1954)
- четыре ордена Ленина (19.09.1953; 04.01.1954; 11.09.1956; 07.07.1965)
- орден Трудового Красного Знамени (10.06.1945)
- медали
- Сталинская премия первой степени (1946) — за открытие и изучение излучения электронов при движении их в веществе со сверхсветовой скоростью, результаты которых обобщены и опубликованы в «Трудах ФИАН имени П. Н. Лебедева» (1944)[24]
- Сталинская премия первой степени (1953)
- Нобелевская премия по физике (совместно с П. А. Черенковым и И. М. Франком, 1958)
- член-корреспондент АН СССР (1933)
- академик АН СССР (1953)
- член Шведской Королевской академии наук (1959)
- иностранный член Польской академии наук (1959)
- почётный иностранный член Американской академии искусств и наук (1961)
- член Германской академии естествоиспытателей «Леопольдина», ГДР (1964)
- Большая золотая медаль имени М. В. Ломоносова АН СССР (1967) за выдающиеся достижения в теории элементарных частиц и других областях теоретической физики

## Память
- Именем академика Тамма названа площадь в Москве.
- Во Владивостоке перед корпусом Института физики и информационных технологий Дальневосточного федерального университета установлен памятник Тамму.
- Имя И. Е. Тамма присвоено Теоретическому отделу Физического института имени П. Н. Лебедева РАН (ФИАН).
- Имя И. Е. Тамма носит премия РАН, присуждаемая с 1995 года за выдающиеся работы по теоретической физике и физике элементарных частиц, теории поля.
- В Кропивницком (бывший Елисаветград) перед входом в Научно-производственное предприятие «Радий» установлен памятник И. Е. Тамму, который был открыт 22 сентября 2012 г. Тогда же ему было присвоено звание «Почётный гражданин Кировограда»
- Именем академика Тамма названа улица в г. Кропивницком (часть бывшей ул. Героев Сталинграда)
- В честь И. Е. Тамма назван самолёт A320 VP-BID в парке Аэрофлота[25].
- В честь И. Е. Тамма назван Таммовский плазмон.
- В 1976 г. Международный астрономический союз присвоил имя И. Е. Тамма кратеру на обратной стороне Луны.
- Памятник работы скульптора Александра Миронова в Национальном исследовательском ядерном университете «МИФИ»В 2018 г. в Москве в Национальном исследовательском ядерном университете «МИФИ» на аллее «Нобелевских лауреатов» установлен памятник работы скульптора Миронова Александра. Скульптурная композиция представляет собой шагающего во фраке Игоря Евгеньевича Тамма во время вручения ему Нобелевской премии, в руке он держит медаль и диплом, с цитатой о том, почему именно он был удостоен этой награды

## Некоторые труды
- Л. И. Мандельштам, И. Е. Тамм «Соотношение неопределённости энергия-время в нерелятивистской квантовой механике», Изв. Акад. Наук СССР (сер. физ.) 9, 122—128 (1945).
- И. Е. Тамм. Основы теории электричества. — 10-е изд., испр. — М.: Наука. Гл. ред. физ.-мат. лит., 1989. — 504 с. — 25 500 экз. — ISBN 5-02-014244-1.
- И. Е. Тамм. Собрание научных трудов в двух томах. — Москва: Наука, 1975.